# Всеслав Брячиславич
Всесла́в Брячисла́вич (Всесла́в Ве́щий, Всесла́в Чароде́й;  умер 14 апреля 1101) — князь полоцкий с 1044 года, единственный представитель полоцкой ветви Рюриковичей на киевском великокняжеском престоле (1068—1069). Его правление в Полоцке было необычайно долгим (55 лет). Примечателен также как герой «Слова о полку Игореве» и восточнославянского фольклора, где он предстаёт как богатырь и чародей, способный оборачиваться зверем.

## Биография

### Происхождение и необычная примета
Правнук Владимира Святославича и Рогнеды, сын умершего в 1044 году Брячислава Изяславича.
Современникам и потомкам запомнился как «волхв», чародей. «Повесть временных лет» сообщает, что мать родила Всеслава «от волъхвования» и от рождения «бысть ему язвено на главе его». Волхвы сказали матери князя: «Се язвено навяжи на нь, да носить е до живота своего»; и его Всеслав «носить… и до сего дне на собе; сего ради немилостив есть на кровьпролитье» (следовательно, этот текст написан ещё при жизни Всеслава). Эта цитата толкуется по-разному: «язвено» понимали как родимое пятно, на котором князь носил повязку; по другим данным, Всеслав родился «в сорочке» и носил кожицу (часть плаценты) на себе как амулет.
В 1044 году Всеслав возглавил Полоцкое княжество.

### Правление

#### Внешняя политика

##### Покорение прибалтийских народов
Главной жизненной артерией Полоцка являлась Западная Двина, поэтому Всеслав Брячиславич стремился овладеть ею от истоков до устья. Первоочередной задачей Всеслав считал овладение Нижним Подвиньем, эту задачу он успешно выполнил. Ливы, латгалы и селы, жившие вдоль берегов Западной Двины, были подчинены Полоцкому княжеству как данники и военные союзники. Здесь были основаны два полоцких города-форпоста Герцике и Кукейнос, которые позднее стали центрами удельных княжеств.
При Всеславе Брячиславиче власть Полоцка распространилась на запад и на северо-запад, в районы расселения литовских племён. Это подтверждают косвенные сведения из «Повести временных лет», где среди соседей восточных славян, а позднее данников, вспоминается «Литва». Их значительно дополняют данные археологии и топонимики. В бассейне реки Березина, правого притока Немана, во второй половине XI века возникает хорошо укрепленное городище в деревне Лоск (Воложинский район), которое выполняло функции форпоста Полоцка в дополнение к существующему на острове озера Мядель. На литовских территориях Полоцк сохранил власть местных правителей, но наложил на покорённых обязанность платить дань. Легендарная история первых князей Литвы и происхождения литовской государственности сообщает: «Литва въ ту пору дань даяше княземъ Попотцкьшъ, а владома своими гетманы».
На востоке внимание Всеслава Брячиславича было привлечено к Поднепровью, где было очень актуальным для Полоцка укрепить господство над частью днепровского пути. Однако реализация этой задачи была менее успешной. Киев не хотел конкуренции на важной днепровской коммуникации, поэтому во второй половине XI века было сделано много усилий с его стороны, чтобы окончательно подчинить своей власти Верхнее Поднепровье. Правда, это происходило в условиях упорной борьбы Киева с Полоцком.
По мнению польского историка Яна Паверского, полоцкий князь Всеслав был организатором языческих волнений в землях ободритов в 1066 году и в Швеции в 1067 году, так как в его интересах было изолировать Ярославичей от скандинавской помощи, которой очень широко пользовался их отец Ярослав Мудрый. Борьба с повстанцами отвлекала силы вероятных союзников Ярославичей — скандинавских династий Харольда Хардрадэ Норвежского, Свена Эстридсона Датского и потомков шведского короля Стенкила, а также марграфа Северной Мархии Удона II.

##### Покорение северной группы дреговичей
В 50-60-е годы XI века заканчивается процесс подчинения Полоцку северной группы дреговичей, либо, как назвал их Л. В. Алексеев, — «минских дреговичей»; опередив тем самым проникновение влияния Турова, находившегося в это время под властью Киева. По мнению российского исследователя, изначально дань с дреговичей собиралась в центре на Менке и отправлялась в Полоцк. Все это требовало охраны и наличия здесь гарнизона. Исходя из этого, в 1063—1066 годах Всеслав построил около впадения реки Немиги в Свислочь очень сильную крепость, назвав ее Менском, и переселил сюда жителей центра на Менке.

##### Борьба с соседними княжествами

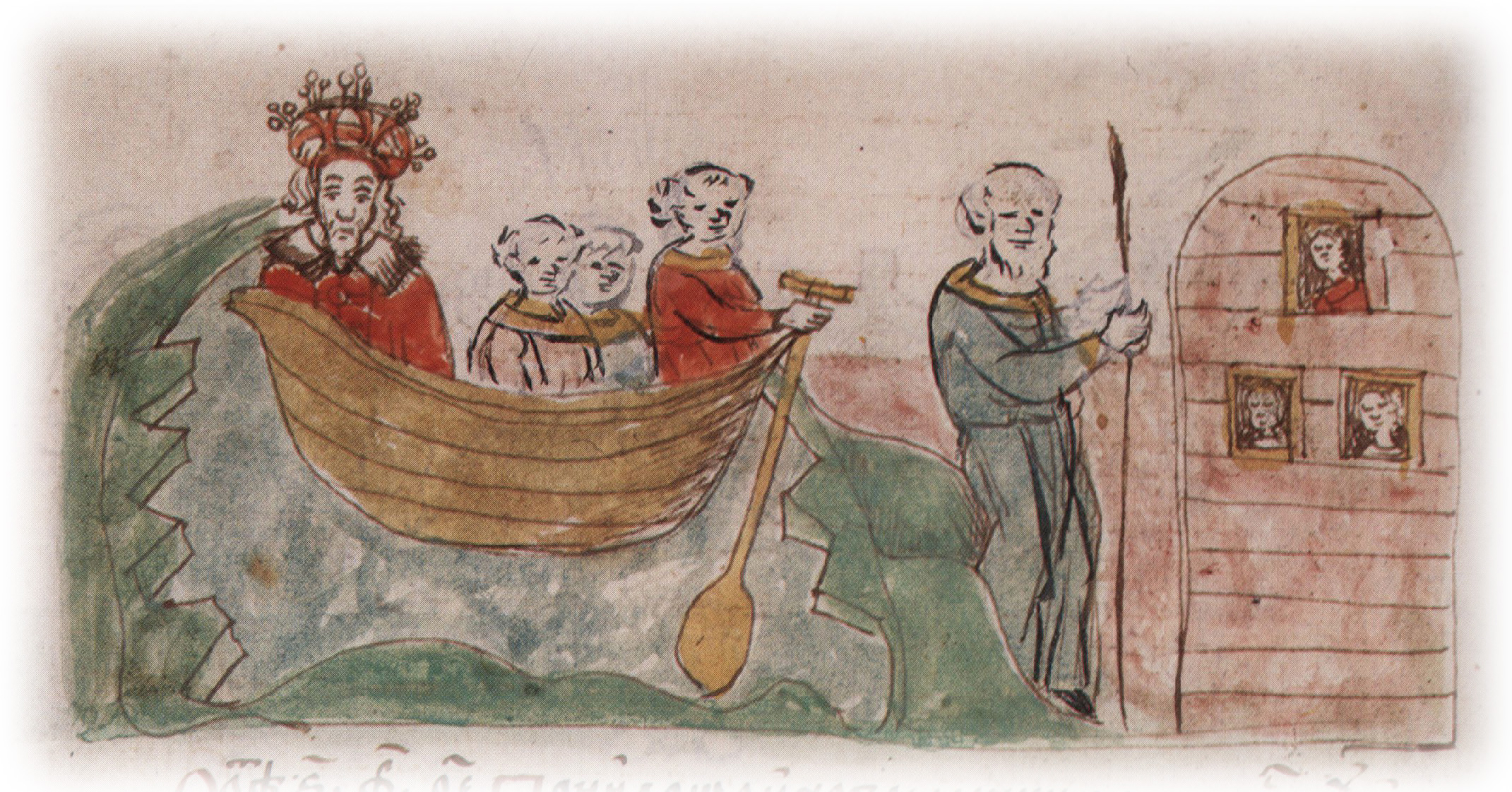
Всеслав Брячиславич вместе с двумя сыновьями переправляется в лодке через Днепр в 1067 году

Первоначально полоцкий князь был лоялен к Киеву. В 1060 году он вместе с Ярославичами участвовал в успешном походе против торков. Однако позже Всеслав начал набеги на соседние княжества. В 1065 году он совершил набег на Псков, который продержал в осаде, но не взял, а в 1067 году на берегу реки Черехи он разбил войско новгородского князя Мстислава Изяславича и занял Новгород. Новгород был частично сожжён, часть горожан была взята в плен, а с новгородского Софийского собора были сняты колокола. Колокола, иконы и утварь новгородских церквей были увезены в Полоцк.
Нападения на Псков и Новгород были вызваны, как предполагают некоторые исследователи, желанием Всеслава расплатиться за уничтожение Полоцка в 980 году Владимиром Святославичем. Как считает белорусский историк Г. Семенчук, возможно, действия Всеслава были спровоцированы походом великого князя киевского Изяслава Ярославича на эстов в Нижнем Подвинье и обложение их данью. Ещё в 1066 году в Полоцке началось возведение православного кафедрального собора Святой Софии. Этот собор стал символом притязаний Полоцка на равенство с Киевом и Новгородом, и исследователи предполагают, что награбленное годом раньше в Новгороде было как раз предназначено для этого собора. Собор Святой Софии дошёл до нашего времени в значительно преображённом виде (в 1710 году в результате действий войск Петра I он был практически разрушен) и теперь является древнейшим монументальным архитектурным сооружением на территории современной Беларуси.
В начале 1067 года Всеслав идет на Новогрудок и занимает его.

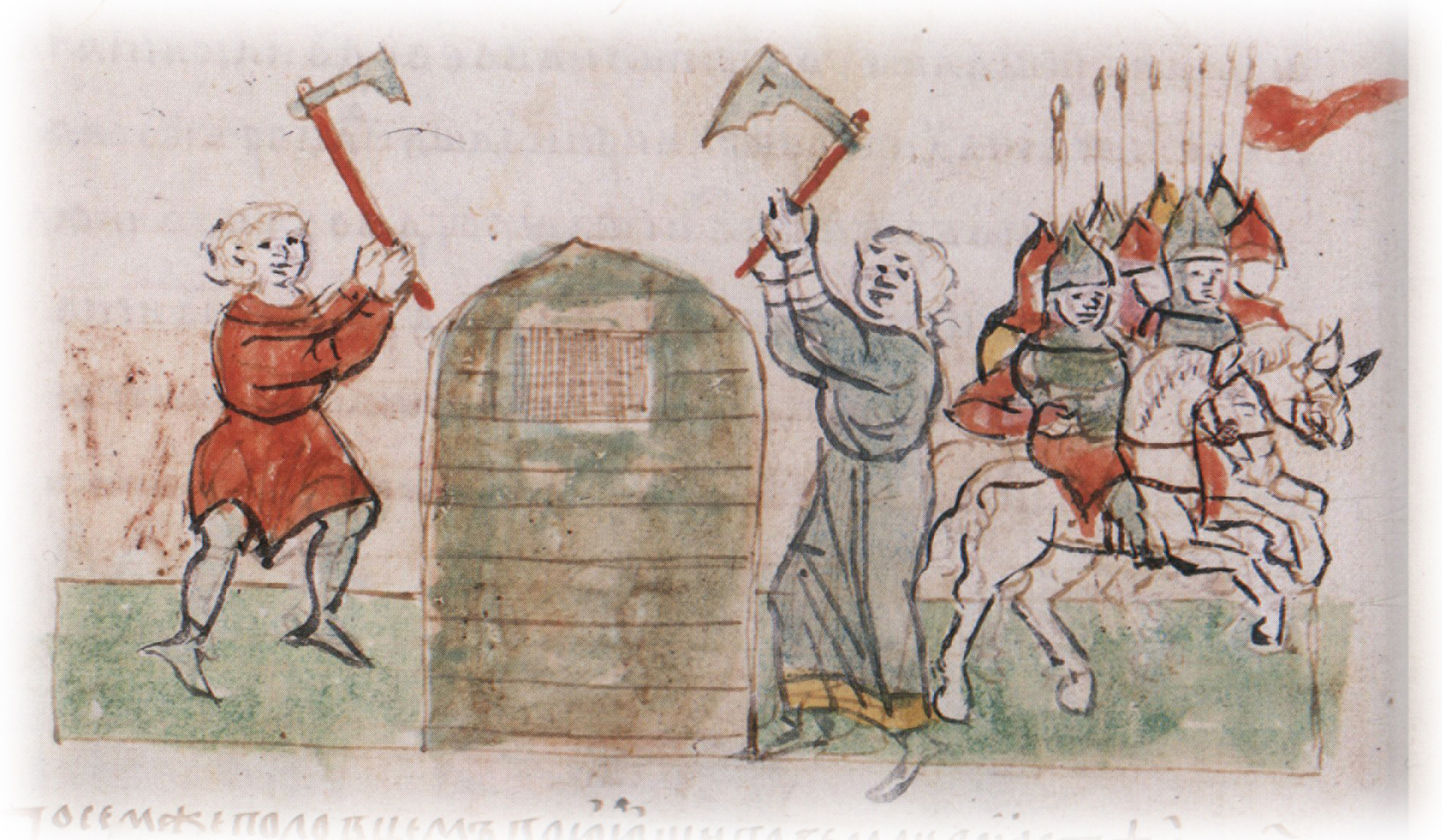
Слева: освобождение Всеслава Брячиславича Полоцкого из тюрьмы (поруба) восставшими киевлянами.
Справа: бегство Изяслава Ярославича из Киева.
Миниатюра из Радзивиловской летописи (конец XV века)

В том же году против него выступили совместно правившие трое Ярославичей («триумвират») — Изяслав Киевский, Святослав Черниговский и Всеволод Переяславский. Они направились на Менск (Минск) и разрушили его. Войска Ярославичей и Всеслава сошлись на реке Немиге. Согласно В. Н. Татищеву, войска неделю стояли в глубоком снегу одно против другого, в конце концов, Всеслав атаковал. В битве на Немиге 3 марта 1067 года Всеслав потерпел поражение и бежал, сумев прорваться сквозь войска Ярославичей в Полоцк. В.Татищев отмечает, что Ярославичи не стали снаряжать за ним погоню, а начали грабить южную часть Полоцкой земли.
Спустя четыре месяца Ярославичи пригласили Всеслава на переговоры, целовав крест, что не сделают ему зла. В районе Орши, около слияния реки Оршицы, Всеслав вместе с двумя сыновьями в лодке переплыл Днепр для переговоров с ними. Однако Ярославичи нарушили крестное целование, захватили Всеслава и двух его сыновей, привезли в Киев, где посадили в «поруб» (тюрьму без дверей, построенную вокруг заключённого).

##### Киевское княжение и возвращение в Полоцк
Всеслав пробыл в заключении более 14 месяцев — до времени, когда в 1068 году на Киевскую землю напали половцы, которые разбили Ярославичей в битве на Альте. Киевляне потребовали от Ярославичей лошадей и оружия, чтобы самим идти против половцев. Они обвиняли в поражении княжеских воевод и требовали освобождения Всеслава — который, по их мнению, был осведомлен в военном деле, — чтобы он возглавил их поход против половцев. Ярославичи отказали киевлянам во всем. Дружинники советовали Изяславу усилить охрану поруба или убить Всеслава, хитростью подманив его к окну, через которое заключённый получал пищу. Однако 15 сентября 1068 года вспыхнуло восстание, в ходе которого киевляне выпустили Всеслава из поруба и возвели на княжеский престол. Изяслав бежал в Польшу, где правил его двоюродный брат.
Великим князем Киевским Всеслав Брячиславич пробыл всего семь месяцев. Узнав, что Изяслав возвращается с поляками, Всеслав выступил с киевским войском против него, но, чувствуя неустойчивость своего положения, тайно, ночью, бросил войско у Белгорода и бежал. Утром войско узнало, что осталось без вождя и отступило к Киеву.

Изяслав отобрал у Всеслава Полоцк, назначив туда сначала своего сына Мстислава, а после его смерти — Святополка.

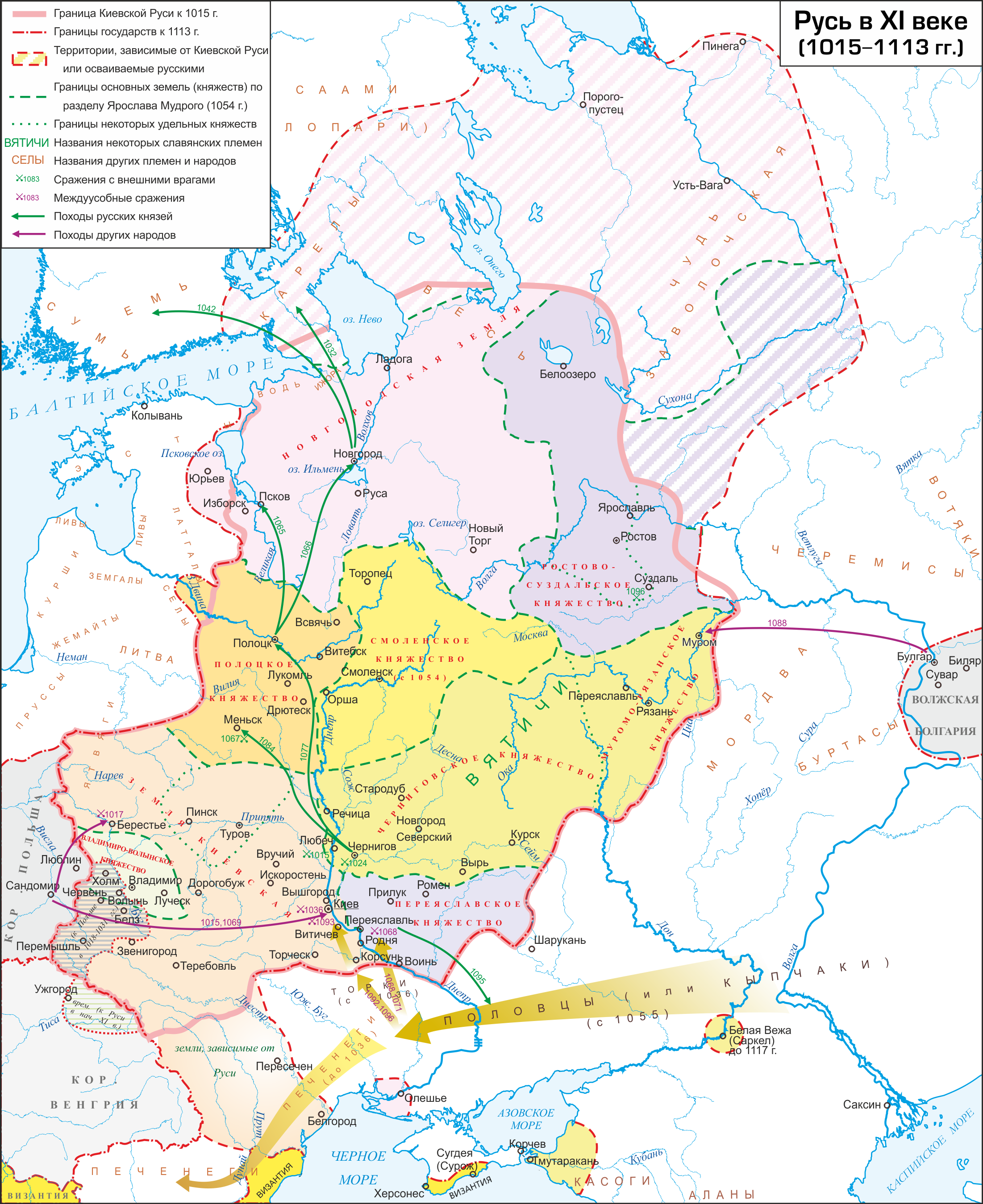
XI век

В октябре 1069 года Всеслав во главе набранного среди води войска появился под Новгородом, но 23 октября был разбит новгородцами и попал в плен. Его, правда, вскоре отпустили.
В 1071 году Всеслав выгнал из Полоцка Святополка Изяславича и окончательно в нем утвердился.
В 1072 году Ярополк Изяславич пошел на Полоцк, он нанес Всеславу поражение около Голотическа (местоположение этого указанного в летописи города не установлено). Однако был вынужден отступить из-за весенней распутицы.
В 1073 году Изяслав Ярославич по подозрению в союзе с Всеславом был изгнан братьями из Киева, великим князем стал Святослав.
Сразу после смерти Святослава (1076 год) началась следующая фаза борьбы Всеслава с Ярославичами, известная по «Поучению Владимира Мономаха». Весной 1077 года Всеслав совершил поход на Новгород против Глеба Святославича. Летом 1077 и зимой 1077/1078 годов последовали два похода на Полоцк: черниговцев со Всеволодом и Мономахом и киевлян со Святополком, Мономахом и половцами (которые были наняты князьями впервые в истории Руси). На рубеже 1070—1080-х годов Всеслав провёл поход под Смоленск, после чего Владимир Мономах провёл опустошительный поход на Полоцкое княжество, а затем второй поход с половцами, во время которого был захвачен Минск, где «не оставили ни челядина, ни скотины».

#### Внутренняя политика

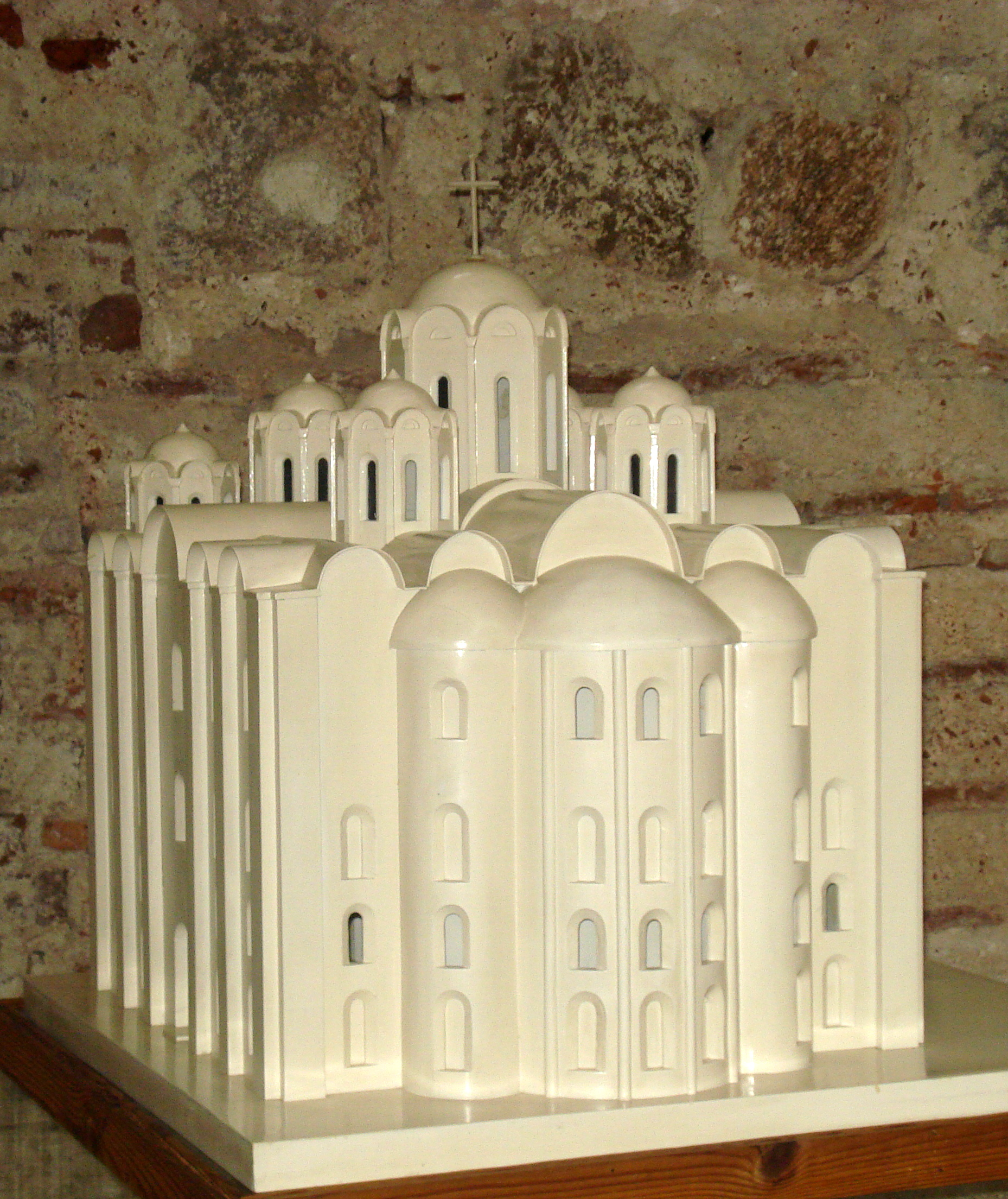
Макет первоначального облика Софийского собора

Археологические исследования, проведенные археологом Сергеем Тарасовым в Полоцке, убедительно свидетельствуют, что именно при Всеславе Брячиславиче в середине XI в. заканчивается процесс переноса административного центра Полоцка с «городища Рогволода» на Верхний замок. Здесь, на Верхнем замке, Всеслав, строит Софийский собор (третий в Восточной Европе после киевского и новгородского), который стал не только духовным символом, но также центром сосредоточения политической и административной власти Полоцка и Полоцкой земли. Время постройки Софийского собора большинство исследователей относит к середине XI в. (50-е — начало 60-х гг.).
При Всеславе Брячиславиче приводились в порядок старые города и пограничные крепости, а также строились новые: Менск на Немиге, Логойск, Лоск, Герцике и Кукейнос. Во времена правления князя Всеслава, Полоцкая земля достигла наивысшего расцвета и могущества. Княжество объединяло под собой 17 городов. В столице, Полоцке, проживало около десяти тысяч человек. Быстро отстраивались, превращаясь в крупные ремесленные и торговые центры Менск (Минск), Кривич-город, Рша (Орша) и другие.
Ещё при жизни Всеслав разделил полоцкую землю между своими многочисленными сыновьями, которые, в свою очередь, поделили полоцкие уделы между своими детьми. После смерти Всеслава Полоцкое княжество разделилось на 6 или 7 уделов.
По мнению Б. А. Рыбакова, Всеслав Полоцкий мог быть язычником и придерживался дохристианских верований или был двоевером. В то же время из летописей известно, что в его правление строятся церкви и к 1096 году относится и первое летописное упоминание о полоцких епископах: «Преставися Ефрем, митрополит русский. На его место князь великий избрал Никифора, епископа полоцкого, и повелел его поставить епископом русским».

### Княжеский знак
Личный знак Всеслава Брячиславича точно неизвестен. Личным знаком его отца считается изображение трезубца с крестообразной вершиной центрального зубца и треугольной ножкой, которая опирается на крест. Этот трезубец подобен княжескому знаку основателя рода — Изяслава Владимировича, — и дополнен крестом в основании. Крестообразная вершина центрального зубца является признаком Изяславичей Полоцких. При археологических раскопках в Минске найден фрагмент рогового кистеня с изображением трезубца с крестообразной вершиной центрального зубца и, вероятно, с крестом в основании, но без треугольной ножки. Этот знак приписывается Всеславу Брячиславичу.

### Брак и дети
На ком был женат Всеслав, неизвестно.

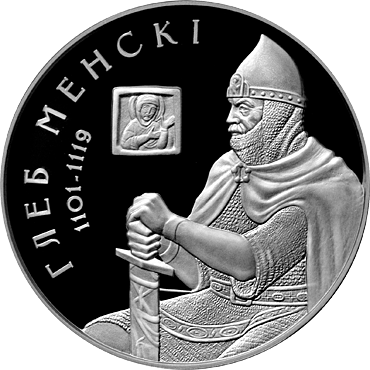
Один из сыновей полоцкого князя Всеслава Брячиславича Глеб Минский на монете Национального банка Республики Беларусь, 2007. Дизайн: С. Заскевич

При археологических раскопках найдены изображения княжеского знака конца XI — начала XII в.: трезубец с крестообразной вершиной центрального зубца и с изогнутыми наружу боковыми зубцами, в основании без ножки. Вероятно, трезубцы без ножек были символами княгинь — жен Рюриковичей. Крестообразная вершина центрального зубца является признаком Изяславичей Полоцких, поэтому этот знак приписывается жене Всеслава Брячиславича. Эти изображения найдены в Дрогичине (Польша; на двух пломбах), Новгороде (на пломбе), и на острове Ледницком (Польша; на фрагменте рогового кистеня).
Традиционно считается, что у Всеслава было 7 сыновей, но ряд исследователей считают, что Борис — это крестильное имя Рогволода, и сыновей было всего 6. Также дискуссионным является старшинство этих сыновей и уделы, в которых они правили (см. Старшинство Всеславичей). Дети:
1. Роман Всеславич Полоцкий, князь полоцкий
2. Глеб Всеславич Минский, князь полоцкий и минский. Супруга — Анастасия Ярополковна, княжна Туровская
3. Борис (Рогволод) Всеславич, князь полоцкий
4. Давыд Всеславич Полоцкий, князь полоцкий.
5. Ростислав Всеславич, князь полоцкий
6. Святослав Всеславич, князь полоцкий. Отец Ефросиньи Полоцкой.

В историографии встречается утверждение, что в 1106 году дочь Всеслава вышла замуж за византийского царевича. Оно основано единственно на ошибке в генеалогических таблицах Карамзина, которые были включены в «Историю государства Российского». В таблицах дочь Всеслава спутана с дочерью Володаря Ростиславича, которая действительно была выдана замуж в Византию. Основываясь на генеалогических таблицах Погодин предположил, что именно родство внучки Всеслава св. Евфросинии Полоцкой с византийским императором сделало возможным передачу в полоцкий Спасо-Евфросиниевский монастырь Ефесской иконы Божией Матери. Идею подхватили другие исследователи. Лопарев, исследуя русско-византийские связи, датировал брак 1106 годом. Готовя издание «Повести Временных Лет», Лихачёв использовал генеалогические таблицы Карамзина и включил в приложения дочь Всеслава, что добавило популярности ошибочной идее.

## Память о Всеславе

### В древнерусской литературе и фольклоре

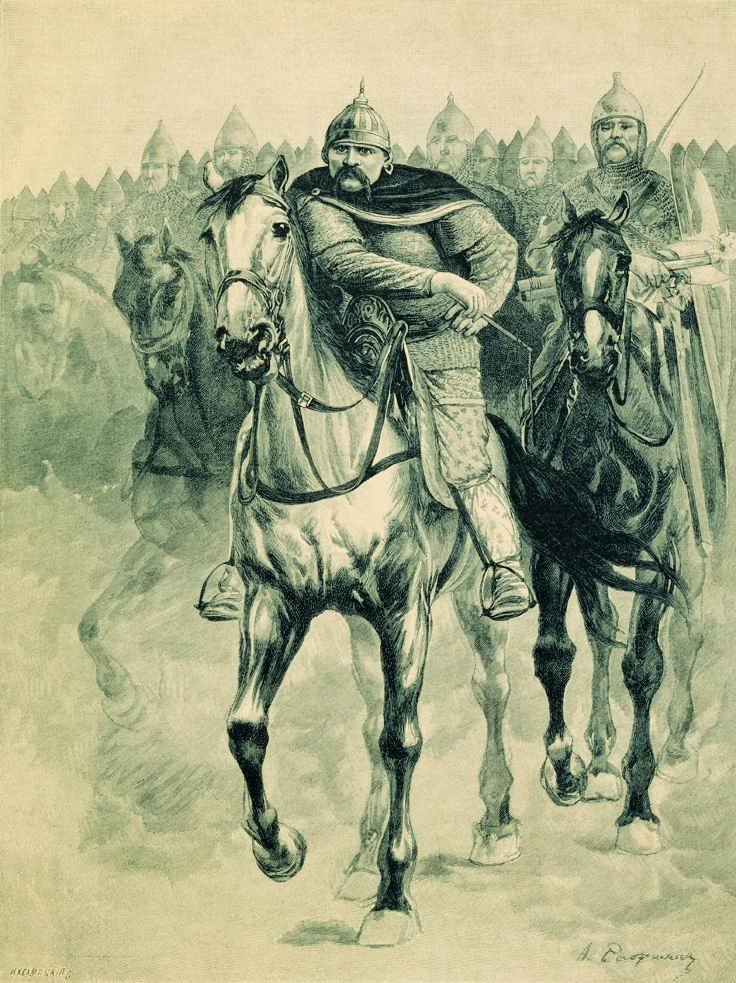
Рябушкин А. П «Вольга (Вольх) Всеславьевич»

В Слове о полку Игореве описывается захват Всеславом Новгорода и битва на Немиге. Всеслав представлен колдуном и оборотнем, активно «искавшим» киевского великокняжеского стола, тогда как, по летописи, он скорее оказался на нём помимо воли. Кроме того, известие о посещении Всеславом Тмутаракани не находит соответствия в летописях. Не все места в этом отрывке трактуются однозначно. Автор «Слова» приводит также «припевку» о Всеславе, сочинённую его современником Бояном, придворным певцом Ярославичей, где тот грозит Всеславу Божьим судом.

На седьмомъ вѣцѣ Троѧни връже Всеславъ жребій о дѣвицю себѣ любу. Тъй клюками подпръсѧ окони, и скочи къ граду Кыеву, и дотчесѧ стружіемъ злата стола кіевскаго. Скочи отъ нихъ лютымъ звѣремъ въ плъночи изъ Бѣлаграда, обѣсисѧ синѣ мьглѣ, утръ же воззни стрикусы, отвори врата Новуграду, разшибе славу Ꙗрославу, скочи влъкомъ до Немиги съ Дудутокъ.
На Немизѣ снопы стелютъ головами, молотѧтъ чепи харалужными, на тоцѣ животъ кладутъ, вѣютъ душу отъ тѣла. Немизѣ кровави брезѣ не бологомъ бѧхуть посѣѧни, посѣѧни костьми рускихъ сыновъ.
Всеславъ кнѧзь людемъ судѧше, кнѧземъ грады рѧдѧше, а самъ въ ночь влъкомъ рыскаше: изъ Кыева дорискаше до куръ Тмутороканѧ, великому Хръсови влъкомъ путь прерыскаше. Тому въ Полотскѣ позвониша заутренюю рано у свѧтыѧ Софеи въ колоколы, а онъ въ Кыевѣ звонъ слыша. Аще и вѣща душа въ друзѣ тѣлѣ, нъ часто бѣды страдаше. Тому вѣщей Боѧнъ и пръвое припѣвку, смысленый, рече: "Ни хытру, ни горазду, ни птицю горазду суда Божіа не минути!

Всеслав хоть и осуждается автором «Слова», наряду с другими князьями, как участник усобиц, но при этом он как легендарно-эпический герой и внук Дажбожий им оправдывается и находит у него сочувственный отклик.
Личность Всеслава и события киевского восстания 1068 года отразились в былине «Вольх Всеславьевич»; здесь популярный в народе герой также освобождён восставшими горожанами из темницы; его оппонент — не Изяслав, а общеэпический «князь Владимир»; повторяется известный по «Слову о полку Игореве» мотив оборотничества главного героя. Упоминается также борьба с половецким ханом Шаруканом (Шарк-великан, Кудреванко-царь), который воспользовался киевским восстанием для набега на Русь.

### В современных произведениях искусства

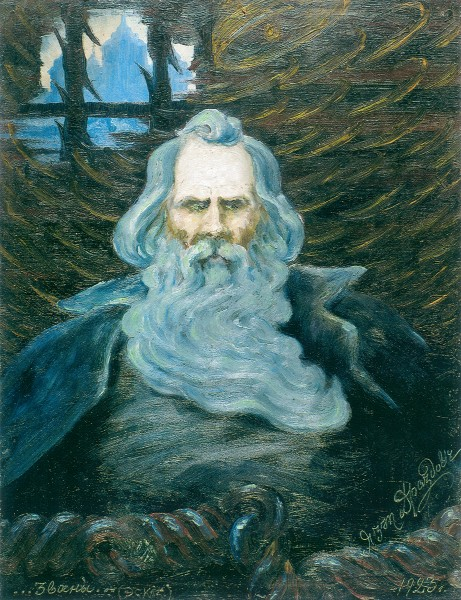
Язеп Дроздович. «Всеслав Полоцкий», 1923

- В 1923 году белорусский художник Язеп Дроздович написал портрет «Всеслав Полоцкий»
- Является главным антигероем фильма «Могила льва»
- Является главным героем цикла рассказов Ника Перумова «Я, Всеслав»
- Является главным героем исторического романа белорусского писателя Леонида Дайнеки «След ваўкалака» («Тропой Чародея»)
- Является главным героем историко-фэнтезийного романа белорусского писателя Сергея Булыги «В среду, в час пополудни» («Железный Волк»)
- Является второстепенным героем исторической повести Елизаветы Дворецкой «Сокровище Харальда»
- Всеслав (Венцлав, Вячеслав) Волков (Волхв), князь Полоцкий является одним из главных героев цикла романов А. Валентинова «Око Силы», где широко развивается тема его нечеловеческой сущности.
- Является героем песни группы «Пелагея» — «Оборотень-Князь».
- Является героем песни группы Молот — «Усяслаў Чарадзей».
- В компьютерных играх Crusader Kings II и Crusader Kings III является играбельным персонажем и князем Полоцка.

### В нумизматике и монументалистике

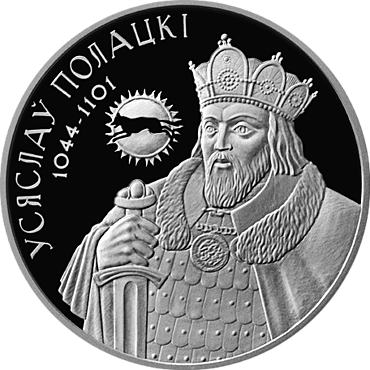
Всеслав Полоцкий на белорусской серебряной монете

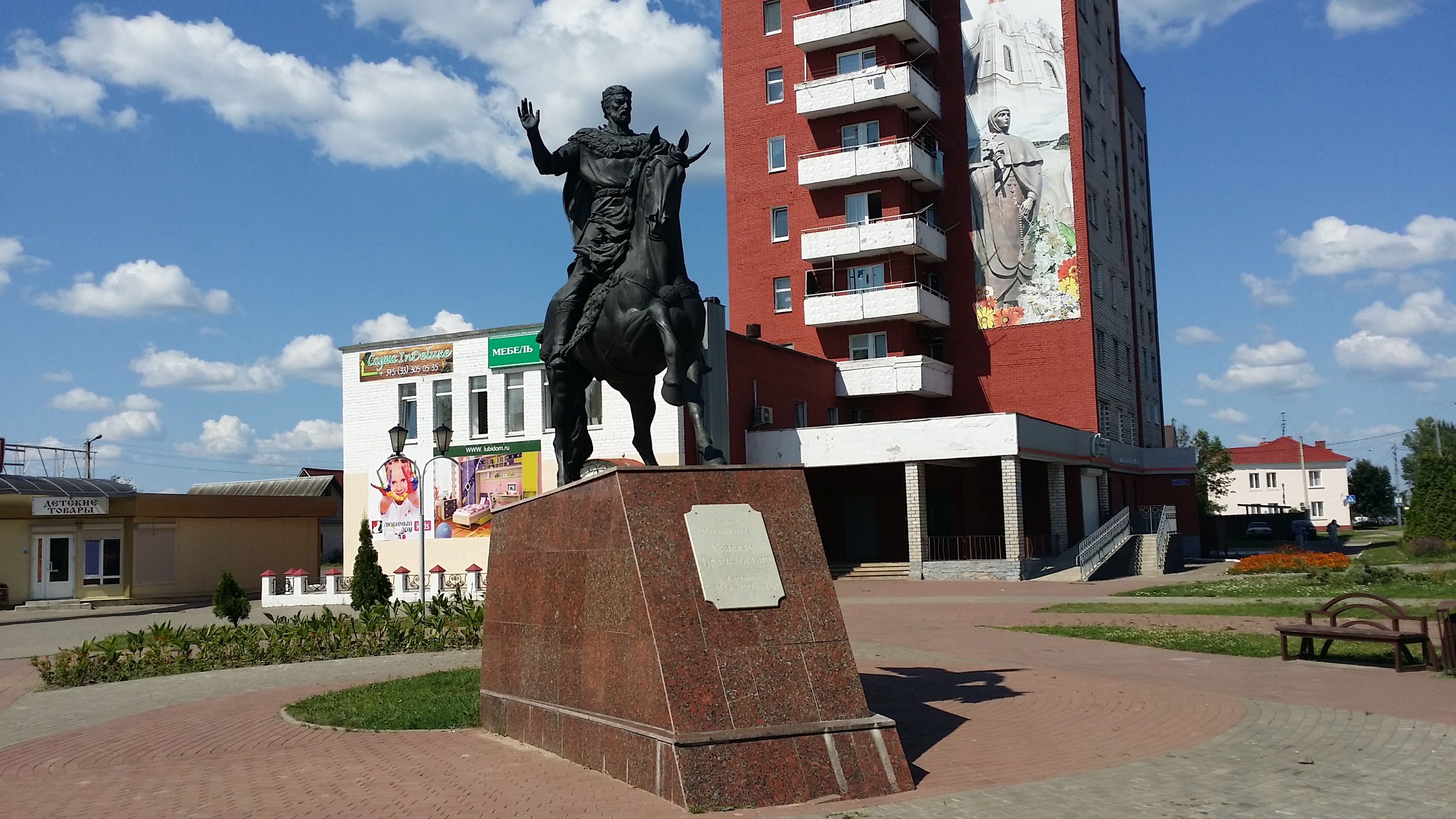
Памятник в Полоцке

В 2005 году Национальный банк Республики Беларусь выпустил памятные монеты «Усяслаў Полацкі» («Всеслав Полоцкий») номиналом 1 рубль (медно-никелевая) и 20 рублей (серебряная).
В 2007 году в Полоцке установлен памятник Всеславу Брячиславичу (скульпторы А. Прохоров, С. Игнатьев, Л. Минкевич, архитектор — Д. Соколов).

### В названиях
- В 1785 году введён в эксплуатацию линейный корабль Балтийского флота России «Всеслав».
- Существует белорусский бальзам «Чародей»[17].